# تویگا

تویگا شهری در شهرستان کودوگو در استان بولکیمده در بورکینافاسوی غربی مرکزی است جمعیت آن ۲۳۲۰ نفر است.